# Набатов, Вячеслав Васильевич
Набатов Вячеслав Васильевич (5 октября 1939 — 5 ноября 1995) — советский живописец, член Санкт-Петербургского Союза художников (до 1992 года — Ленинградской организации Союза художников РСФСР).

## Биография
Вячеслав Васильевич Набатов родился 5 октября 1939 года в посёлке Карасук в многодетной семье. В 1967 году окончил Саратовское художественное училище. В том же году поступил на живописный факультет Ленинградского института живописи, скульптуры и архитектуры имени И. Е. Репина, который окончил в 1973 году по мастерской В. Орешникова с присвоением квалификации художника живописи и педагога. Дипломная работа — картина «Мать».
С 1973 по 1976 годы Вячеслав Набатов занимался в Творческой мастерской Академии Художеств СССР. Член Ленинградского Союза художников с 1975 года. Участник выставок с 1973 года. Писал пейзажи, портреты, натюрморты, жанровые картины. Автор картин «Портрет Ольги Низовцевой», «Портрет художника-графика Эскараевой» (обе 1975), «Весна. В половодье», «Портрет организатора колхозного художественного музея И. Буханчука» (обе 1976), «Весенний двор» (1977), «В деревне» (1978), «От советского Информбюро» (1980), «Весенний день. Подснежники» (1991), «Колокольчики» (1992) и других.
В 1989—1992 годах работы Набатова с успехом были представлены на выставках и аукционах русской живописи L'École de Leningrad во Франции.
Скончался 5 ноября 1995 года в Санкт-Петербурге на 57-м году жизни. 
Произведения В. В. Набатова находятся в музеях и частных собраниях в России, Германии, Финляндии, США, Японии, Австралии и других странах.

## Выставки
- 1975 год (Ленинград): Наш современник. Зональная выставка произведений ленинградских художников.
- 1978 год (Ленинград): Осенняя выставка произведений ленинградских художников.
- 1980 год (Ленинград): Зональная выставка произведений ленинградских художников.
- Февраль 1991 года (Париж): Выставка «Русские художники».
- Январь 1992 года (Париж): Выставка «Санкт-Петербургская школа».
- 1997 год (Санкт-Петербург): Связь времён. 1932—1997. Художники — члены Санкт-Петербургского Союза художников России.